# Joseph Carl Breil

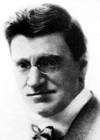
Joseph Carl Breil

Joseph Carl Breil (* 29. Juni 1870 in Pittsburgh; † 24. Januar 1926 in Los Angeles) war ein US-amerikanischer Komponist, Tenor und Regisseur.
Breil war einer der ersten amerikanischen Komponisten, der Musik speziell für Filme geschrieben hat. Zu den bekanntesten Filmen, für die er komponierte, gehören Die Geburt einer Nation und Intoleranz von David Wark Griffith.

## Biografie
Breil machte seinen Abschluss 1888 an der Duquesne University in Pittsburgh. Später schrieb er die Hymne der Universität, welche erstmals im Oktober 1920 aufgeführt wurde.
Er studierte später u. a. auch am St. Fidelis College in Butler, bevor er von seiner Familie nach Leipzig geschickt wurde, um an der Universität Leipzig Rechtswissenschaft zu studieren. In Leipzig begann er auch, sich mit Musik und Gesang zu beschäftigen. So sang er am Königlichen Konservatorium der Musik zu Leipzig, später nahm er Gesangsunterricht in Mailand und Philadelphia.
Zwischen 1891 und 1892 sang er als Tenor der Emma Juch Opera Company, dann kehrte er zurück nach Pittsburgh. Dort gab er Gesangsunterricht und leitete bis 1897 den Chor der St. Paul’s Cathedral in Pittsburgh. In den folgenden Jahren arbeitete er als Musikdirektor in verschiedenen Theatern und als Musikredakteur. Währenddessen komponierte er weiterhin Stücke.
Der erste Film, für den er komponierte, war der 1912 uraufgeführte Les amours de la reine Élisabeth mit Sarah Bernhardt. Zwei der bekanntesten Filme, für die er komponierte, sind Die Geburt einer Nation und Intoleranz von David Wark Griffith. Von nun an komponierte er für diverse Filme und schrieb einige Opern, darunter The Legend, welche 1919 an der Metropolitan Opera uraufgeführt wurde. Auch für Radiosendungen schrieb er Stücke.
Er starb am 24. Januar 1926 an einer Herzkrankheit.

## Werke

### Filme mit Musik von Breil
- Les amours de la reine Élisabeth, 1912
- Der Gefangene von Zenda  (The Prisoner of Zenda), 1913
- The Lily and the Rose, 1915
- The Penitentes, 1915
- Martyrs of the Alabamo, 1915
- The Sable Lorcha, 1915
- Die Geburt einer Nation (The Birth of a Nation), 1915
- Double Trouble, 1915
- Das Lamm (The Lamb), 1915
- Intoleranz (Intolerance: Love's Struggle Throughout the Ages), 1916
- The Wood Nymph, 1916
- The Birth of a Race, 1918
- The White Rose, 1923
- Die weiße Schwester (The White Sister), 1923
- The Dramatic Life of Abraham Lincoln, 1924
- America, 1924
- The Climax, 1930
- The Mine with the Iron Door, 1936
- The Cowboy and the Kid, 1936
- Undersea Kingdom, 1936
- The Boss Rider of Gun Creek, 1936
- The Old Corral, 1936
- Rawhide, 1938

### Opern
- Orlando of Milan, 1888
- Love Laughs at Locksmiths, 1910
- Prof. Tattle, 1913
- The Seventh Chord, 1913
- The Legend, 1919
- Der Asra, 1925

### Weitere Kompositionen
- Titelsong der Radiosendung Amos 'n' Andy

### Audio
- Hymne der Duquesne University
- Prolog von Geburt einer Nation (WAV; 240 kB)

| Personendaten    | Personendaten                                    |
| ---------------- | ------------------------------------------------ |
| NAME             | Breil, Joseph Carl                               |
| KURZBESCHREIBUNG | US-amerikanischer Komponist, Tenor und Regisseur |
| GEBURTSDATUM     | 29. Juni 1870                                    |
| GEBURTSORT       | Pittsburgh, Vereinigte Staaten                   |
| STERBEDATUM      | 24. Januar 1926                                  |
| STERBEORT        | Los Angeles, Vereinigte Staaten                  |